# Vladimir Aleksandrovich Albitzky
| Asteróides descobertos: 10 | Asteróides descobertos: 10 |
| -------------------------- | -------------------------- |
| 1002 Olbersia              | 15 de Agosto de 1923       |
| 1007 Pawlowia              | 5 de Outubro de 1923       |
| 1022 Olympiada             | 23 de Junho de 1924        |
| 1028 Lydina                | 6 de Novembro de 1923      |
| 1030 Vitja                 | 25 de Maio de 1924         |
| 1034 Mozartia              | 7 de Setembro de 1924      |
| 1059 Mussorgskia           | 19 de Julho de 1925        |
| 1071 Brita                 | 3 de Março de 1924         |
| 1283 Komsomolia            | 25 de Setembro de 1925     |
| 1330 Spiridonia            | 17 de Fevereiro de 1925    |

Vladimir Aleksandrovich Albitzky (em russo:  Владимир Александрович Альбицкий, 16 de Junho de 1891 – 15 de Junho de 1952) foi um astrónomo russo/soviético. Na transliteração para o Inglês moderno, seu sobrenome é dado como Al'bitskii ou Al'bitsky. Na literatura, ele algumas vezes é referido como W. A. Albizkij, entretanto seu sobrenome geralmente aparece na literatura como "Albitzky". Em suas descobertas de asteróides está creditado como "V. Albitskij".
Ele descobriu 10 asteróides.